# Vriesea cathcartii
Vriesea cathcartii är en gräsväxtart som beskrevs av Harry Edward Luther. Vriesea cathcartii ingår i släktet Vriesea och familjen Bromeliaceae. Inga underarter finns listade i Catalogue of Life.